# Xanthorhoe praepositaria
Xanthorhoe praepositaria är en fjärilsart som beskrevs av Otto Staudinger 1892. Xanthorhoe praepositaria ingår i släktet Xanthorhoe och familjen mätare. Inga underarter finns listade i Catalogue of Life.